# Ракел Мартинес
Ракел Мартинес-Гомес Лопес (на испански: Raquel Martínez-Gómez López) е испанска писателка.
Родена е през 1973 година в Албасете. Завършва информационни науки в Мадридския университет „Комплутенсе“, защитава магистратура по съвременна литература в Съсекския университет в Англия. През следващите години живее и в Мексико и Уругвай. През 2002 година публикува първия си роман Del Color de La Lava, а за „Сенки на еднорог“ (Sombras De Unicornio, 2010) получава Наградата за литература на Европейския съюз.